# Município Lucapa
Município Lucapa är en kommun i Angola.   Den ligger i provinsen Lunda Norte, i den norra delen av landet, 800 km öster om huvudstaden Luanda.
I omgivningarna runt Município Lucapa växer huvudsakligen savannskog. Runt Município Lucapa är det mycket glesbefolkat, med 4 invånare per kvadratkilometer.